# Забабахін Євгеній Іванович
Євге́ній Іва́нович Забаба́хін (3 (16) січня 1917, Москва — 27 грудня 1984, Снєжинськ) — радянський фізик, академік АН СРСР, один з розробників першої атомної бомби СРСР, науковий керівник ядерного центру в місті Снєжинськ Челябінської області РРФСР — Всесоюзного НДІ технічної фізики, Герой Соціалістичної Праці, лауреат Ленінської й трьох Сталінських премій.

## Життєпис
Євгеній Іванович Забабахін народився в Москві. Після закінчення машинобудівного технікуму, працював технологом на заводі «Шарикопідшипник». У 1938 році був прийнятий на фізичний факультет МДУ, з початком німецько-радянської війни був призваний до лав Червоної Армії і направлений на навчання в Військово-повітряну академію ім. М. Є. Жуковського. У 1944 році після закінчення академії продовжив навчання в ад'юнктурі.
Оскільки в цей час в СРСР проводилися роботи зі створення атомної бомби, Забабахін був направлений в Інститут хімічної фізики, а весною 1948 року — в КБ-11 (нині ВНІІЕФ в Сарові). За участь у розробці першої радянської атомної бомби і успішне випробування був удостоєний звання лауреата Сталінської премії II ступеня та ордена Леніна. У 1951 році за розробку і випробування бомби поліпшеної конструкції був удостоєний звання лауреата Сталінської премії I ступеня та ордена Трудового Червоного Прапора. У 1953 році за поліпшення фізичної схеми ядерних зарядів був удостоєний звання Героя Соціалістичної Праці й лауреата Сталінської премії I ступеня. У тому ж році захистив докторську дисертацію.
У 1955 році Забабахіна направили на Урал, у місто Челябінськ-70 (нині Снєжинськ), в новостворений НДІ-1011 заступником наукового керівника і начальником теоретичного відділення. Розробки інституту призвели до появи в озброєнні Радянської Армії першого термоядерного заряду. У 1958 році Забабахін був удостоєний звання лауреата Ленінської премії і обраний членом-кореспондентом АН СРСР. З 1960 року і до своєї смерті працював керівником НДІ.
Син — Ігор. Внучка — журналістка та телеведуча Тетяна Петрова.

## Нагороди і звання
- Ленінська премія (1958)
- Сталінські премії (2 — I ступеня (06.12.1951, 31.12.1953), 1 — II ступеня (29.10.1949))
- Герой Соціалістичної Праці (04.01.1954)
- 5 орденів Леніна (29.10.1949, 04.01.1954, 1966, 1975, 1981)
- Орден Жовтневої Революції
- 2 ордени Трудового Червоного Прапора
- Медаль «За бойові заслуги» (1953)
- Медаль «За Перемогу над Німеччиною» (1945)
- Медаль «В пам'ять 800-річчя Москви» (1948)
- Медаль «За військову доблесть. В ознаменування 100-річчя в. І. Леніна» (1970)
- Медаль «Ветеран Збройних Сил» (1984)
- Медалі «За бездоганну службу» 1-й і 2-го ступенів (1962, 1959)
- Золота медаль імені М. В. Келдиша
- Почесний громадянин Снєжинська